# Пришибский сельский совет (Кременчугский район)
Пришибский сельский совет (укр. Пришибська сільська рада) — входит в состав Кременчугского района Полтавской области Украины.
Административный центр сельского совета находится в селе Пришиб.

## Населённые пункты совета
- с. Пришиб
- с. Еристовка
- с. Работовка

## Ликвидированные населённые пункты совета
- с. Новоселовка-Шевченково